# IC 4466
IC 4466 је лентикуларна галаксија у сазвјежђу Волар која се налази на листи објеката дубоког неба у Индекс каталогу.
Деклинација објекта је + 18° 20' 35" а ректасцензија 14h 36m 47,9s. Привидна величина (магнитуда) објекта IC 4466 износи 14,6 а фотографска магнитуда 15,5. IC 4466 је још познат и под ознакама CGCG 104-48, PGC 52228.